# Buck (cràter)
Buck és un cràter d'impacte en el planeta Venus de 21,8 km de diàmetre. Porta el nom de Pearl S. Buck (1892-1973), escriptora estatunidenca, i el seu nom va ser aprovat per la Unió Astronòmica Internacional el 1991.
Compta amb les parets terrasses, el sòl fosc al radar i el pic central característic dels cràters classificats com «complexos». El pic central a la planta és inusualment gran. Els dipòsits tipus flux s'estenen més enllà dels límits de la vora més, més gruixuts a l'oest i al sud-oest.
Com aproximadament la meitat dels cràters cartografiats fins a la data per la sonda espacial Magallan, està envoltat d'un halo local fosc al radar.